# 非诚勿扰 (节目)
《非诚勿扰》是由江苏电视台新闻节目主持人孟非主持的一档以婚恋交友为核心的社会生活服务真人秀，该节目形式取材于在全世界范围被广泛采用的英國獨立電視台的兩性聯誼節目《Take Me Out》，和2008-2009播出的澳大利亚节目《Taken Out》。
节目录制地点位于南京市鼓楼区的江苏广播电视总台的演播大厅或北京市的演播大厅。首播时间为每周六和周日的21:10，同日23:00左右重播，周六周日12:30左右第二次重播（后改为11:30，分别重播上周六、周日），时长约一个半小时（含广告）。
2010年6月，因为很多男女被质疑是“托儿”或更改身份。2010年6月，在闫凤娇不雅照事件之后，广电总局严厉批评了非诚勿扰等相亲节目，该节目暂停播出。同年同月，广电总局要求相亲节目“严禁伪造嘉宾身份，欺骗电视观众”、“不得选择社会形象不佳或有争议的人物担当主持人”、“不得以婚恋的名义对参与者进行羞辱或人身攻击，甚至讨论低俗涉性内容，不得展示和炒作拜金主义等不健康、不正确的婚恋观……”。江苏卫视表示“坚决拥护总局下发的管理规定”。
该节目于2013年以配英文字幕、普通话原声在澳大利亚民族广播协会SBS 2频道播出，《非诚勿扰》在SBS 2台播出时使用的名称为“If You Are The One”。

## 节目基本介绍

### 节目制作背景
2008年，各大卫视纷纷推出自制的娱乐节目，由原先湖南卫视一台独大到各大卫视群雄逐鹿。在2009年，中国各大卫视都处在综艺K歌的混战当中，几档唱歌选秀节目都相当火爆。正式购买英国版权的江苏卫视王牌节目《谁敢来唱歌》因为受到其它同类节目冲击，之后收视率下降。2010年元旦，江苏卫视的事态有了新的变化，《谁敢来唱歌》2009年12月底停播，原《谁敢来唱歌》班底转战新领域，打造一档全新的婚恋交友类节目《非诚勿扰》，孟非做节目主持人，乐嘉成为点评嘉宾。

### 海外专场

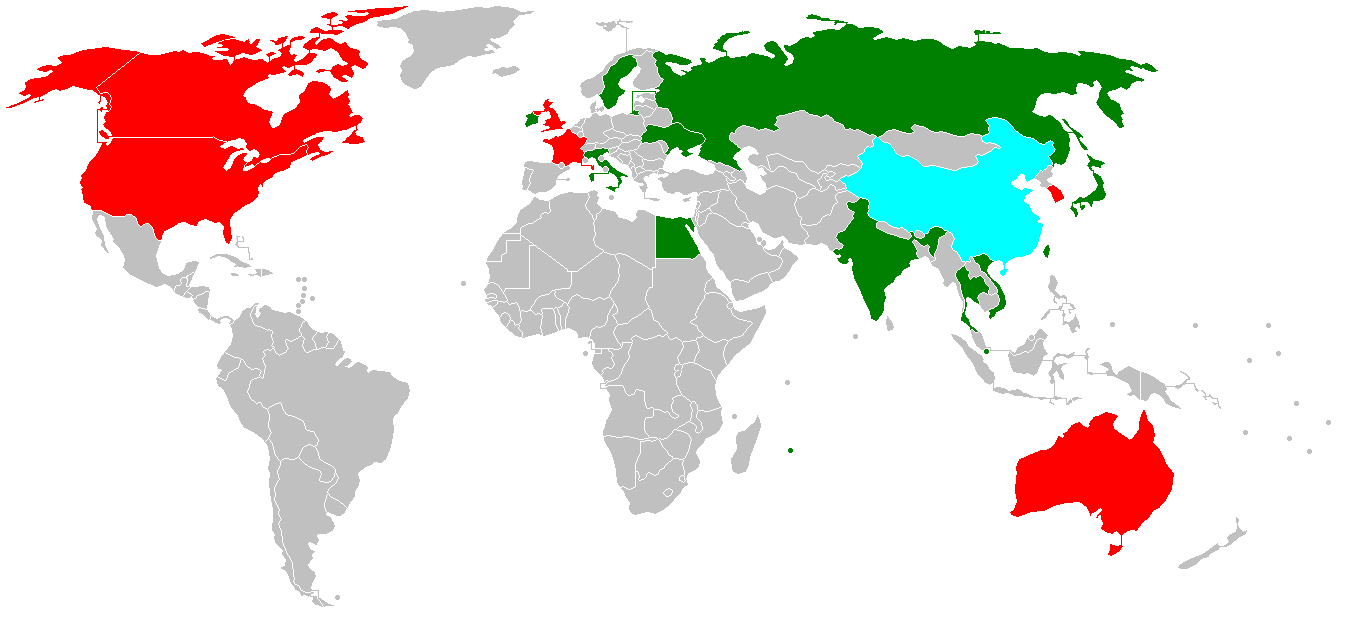
图中红色标注表示已经举办过专场的国家和地区，绿色表示有该国籍的嘉宾参加过该节目，天蓝色表示该节目所在的国家和地区。（截至2013年2月）

《非诚勿扰》在此之前举办过“教师”专场、“外来务工人员”、“男嘉宾返场”等专场，已经有了很充足的专场经验，并对海外专场做出了一系列准备。举办海外专场的主要原因是鼓励外国人，特别是在国外生活的中国人，或者是在海外留学的中国人，提供交友平台。拓展报名范围，让更多人了解非诚勿扰。
自从2011年7月澳大利亚专场开播以来，共举办了一些国家和地区专场。这些专场的播出，令相关国家的华人受到关注，亦广受国内以及海外华人的好评。目前该节目在英国伦敦设立了第一个海外永久报名点，皇家邮政甚至发行了非诚勿扰主题邮票。
| 各国专场               | 时间                  | 期数 |
| ---------------------- | --------------------- | ---- |
|                        | 2011年7月             | 2    |
| 美国                   | 2011年10月            | 3    |
| 英国                   | 2012年2月             | 4    |
| 法國                   | 2012年6月             | 3    |
| 加拿大                 | 2012年8月             | 3    |
|                        | 2012年11月            | 4    |
| 美国（西部）           | 2012年12月－2013年1月 | 4    |
| 新西兰                 | 2013年6月             | 4    |
| 德国                   | 2013年7月－8月        | 3    |
| 義大利                 | 2013年12月－2014年1月 | 3    |
| 英国（第二次，籌備中） | 2014年？月            | ？   |
| 西班牙（籌備中）       | 2014年？月            | ？   |
| 美国（中部，初擬中）   | 2014年？月            | ？   |
| [ 9 ]                  | 2015年12月            | ？   |
| 新加坡                 | 2019年1月             | 1    |
| 马来西亚               |                       |      |

### 录制地点问题
该节目大多数时间是在南京鼓楼区的江苏广电大楼里录制，到了2011年10月美国专场的时候，就把节目改为北京录制。其目的是北京是全国剩男剩女聚集地为了让更多单身男女就近相亲，北京是中华人民共和国首都，也更加展现了非诚勿扰的国际化魅力。该节目自从2012年就在京宁两地循环录制。

## 背景音乐
非诚勿扰节目播出时有背景音乐，2012年10月22日改版后背景音乐几乎全部改变。 而当男生牵手失败离场或男女嘉宾牵手成功的时候，一般背景音乐不同。
- 主题曲《往前一步》[1]
  - 作词、作曲：小柯；演唱：孟非

另外一位曾参与过该节目的辽宁籍男嘉宾写了他的告白曲《现在只想对你说》，被栏目组看中，可能成为该节目的主题曲。但至今仍未确定。

## 造假嫌疑
有女性參加者指出，她去參加非誠勿擾節目是做工作的，並接到指示，需要拒絕男嘉賓。此外，節目也爆出找男同志偽裝成徵婚男士。

### 同类节目
- 不见不散
- 我们约会吧
- 王子的約會
- 转身遇到TA（浙江卫视）